# Anolis kahouannensis
Anolis kahouannensis (кауанський аноліс) — вид ігуаноподібних ящірок родини анолісових (Dactyloidae). Ендемік Гваделупи.

## Поширення і екологія
Кауанські аноліси мешкають на острівцях Кауан і Тет-а-ль-Англе. розташованих на північний захід від Гватемали. Вони живуть в гаях, сухих чагарникових заростях і мангрових лісах.

## Збереження
МСОП класифікує стан збереження цього виду як близький до загрозливого. Anolis kahouannensis загрожує хижацтво з боку інвазивних щурів.